# Diocesi di Paramaribo
La diocesi di Paramaribo (in latino: Dioecesis Paramariboënsis) è una sede della Chiesa cattolica in Suriname suffraganea dell'arcidiocesi di Porto di Spagna. Nel 2021 contava 162.100 battezzati su 669.000 abitanti. È retta dal vescovo Karel Choennie.

## Territorio
La diocesi comprende tutto il Suriname.
Sede vescovile è la città di Paramaribo, dove si trova la cattedrale dei Santi Pietro e Paolo.
Il territorio è suddiviso in 48 parrocchie.

## Storia
La prefettura apostolica della Guyana olandese fu eretta il 22 novembre 1817, ricavandone il territorio dalla missione sui iuris di Batavia (oggi arcidiocesi di Utrecht)
Il 12 settembre 1842 la prefettura apostolica fu elevata a vicariato apostolico.
Il 7 maggio 1958 per effetto della bolla Cum apostolicus vicariatus di papa Pio XII il vicariato è stato elevato a diocesi e ha assunto il nome attuale. Originariamente la diocesi era immediatamente soggetta alla Santa Sede.
Il 29 luglio 1968 è divenuta suffraganea dell'arcidiocesi di Porto di Spagna in forza della bolla Si quis mente di papa Paolo VI.

## Cronotassi dei vescovi
Si omettono i periodi di sede vacante non superiori ai 2 anni o non storicamente accertati.
- Martinus van der Weijden † (febbraio 1826 - 14 ottobre 1826 deceduto)
- Jacobus Grooff † (13 ottobre 1826 - 20 settembre 1842 nominato vicario apostolico di Batavia)
- Jacobus Gerardus Schepers, C.SS.R. † (20 settembre 1843 - 27 novembre 1863 deceduto)
- Johannes Baptist Swinkels, C.SS.R. † (12 settembre 1865 - 11 settembre 1875 deceduto)
- Johannes Henricus Schaap, C.SS.R. † (20 giugno 1876 - 19 marzo 1889 deceduto)
- Wilhelmus Antonius Ferdinand Wulfingh, C.SS.R. † (30 luglio 1889 - 5 aprile 1906 deceduto)
- Jacobus Cornelis Meeuwissen, C.SS.R. † (3 marzo 1907 - 18 dicembre 1911 dimesso)
- Theodorus Antonius Leonardus Maria van Roosmalen, C.SS.R. † (23 agosto 1911 - 23 giugno 1943 dimesso)
  - Sede vacante (1943-1946)
- Stephanus Joseph Maria Magdalena Kuijpers, C.SS.R. † (8 febbraio 1946 - 30 agosto 1971 ritirato)
- Aloysius Ferdinandus Zichem, C.SS.R. † (30 agosto 1971 - 9 agosto 2003 dimesso)
- Wilhelmus Adrianus Josephus Maria de Bekker (12 novembre 2004 - 31 maggio 2014 ritirato)[2]
- Karel Choennie, dall'11 novembre 2015

## Statistiche
La diocesi nel 2021 su una popolazione di 669.000 persone contava 162.100 battezzati, corrispondenti al 24,2% del totale.
| anno | popolazione | popolazione | popolazione | presbiteri | presbiteri | presbiteri | presbiteri                | diaconi | religiosi | religiosi | parrocchie |
| anno | battezzati  | totale      | %           | numero     | secolari   | regolari   | battezzati per presbitero | diaconi | uomini    | donne     | parrocchie |
| ---- | ----------- | ----------- | ----------- | ---------- | ---------- | ---------- | ------------------------- | ------- | --------- | --------- | ---------- |
| 1950 | 29.000      | 180.000     | 16,1        | 42         |            | 42         | 690                       |         | 91        | 181       | 5          |
| 1966 | 66.279      | 330.000     | 20,1        | 57         | 3          | 54         | 1.162                     |         | 98        | 201       | 21         |
| 1970 | 80.000      | 390.000     | 20,5        | 54         | 3          | 51         | 1.481                     |         | 90        | 165       | 9          |
| 1976 | 70.000      | 350.000     | 20,0        | 47         | 6          | 41         | 1.489                     |         | 72        | 112       | 8          |
| 1980 | 76.000      | 390.000     | 19,5        | 38         | 3          | 35         | 2.000                     | 1       | 64        | 104       | 22         |
| 1990 | 87.000      | 392.300     | 22,2        | 26         | 5          | 21         | 3.346                     |         | 39        | 56        | 29         |
| 1999 | 101.660     | 442.000     | 23,0        | 19         | 5          | 14         | 5.350                     |         | 23        | 22        | 29         |
| 2000 | 101.660     | 442.000     | 23,0        | 18         | 5          | 13         | 5.647                     |         | 20        | 20        | 28         |
| 2001 | 100.280     | 436.000     | 23,0        | 19         | 6          | 13         | 5.277                     |         | 20        | 18        | 31         |
| 2002 | 103.553     | 450.232     | 23,0        | 22         | 7          | 15         | 4.706                     |         | 21        | 16        | 31         |
| 2003 | 105.635     | 459.281     | 23,0        | 23         | 7          | 16         | 4.592                     |         | 20        | 13        | 31         |
| 2004 | 110.664     | 481.146     | 23,0        | 22         | 6          | 16         | 5.030                     |         | 20        | 11        | 31         |
| 2013 | 135.000     | 557.000     | 24,2        | 17         | 6          | 11         | 7.941                     | 4       | 15        | 12        | 34         |
| 2016 | 140.900     | 581.000     | 24,3        | 22         | 7          | 15         | 6.404                     | 5       | 17        | 8         | 48         |
| 2019 | 146.700     | 605.270     | 24,2        | 19         | 7          | 12         | 7.721                     | 7       | 14        | 9         | 48         |
| 2021 | 162.100     | 669.000     | 24,2        | 20         | 8          | 12         | 8.105                     | 7       | 14        | 9         | 48         |